# مارغريت كلاي فيرغسون

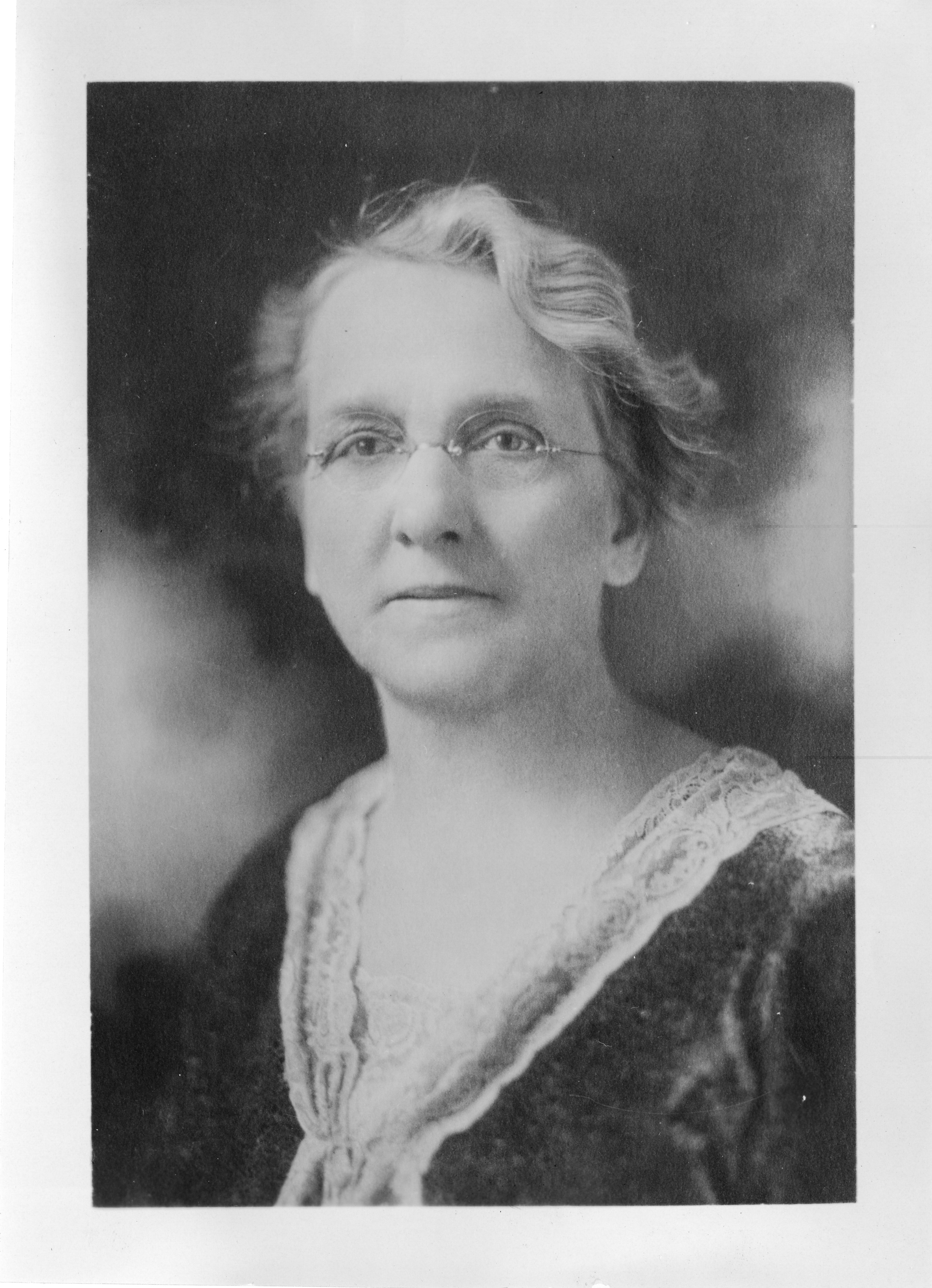
مارغريت كلاي فيرغسون

مارغريت كلاي فيرغسون (بالإنجليزية: Margaret Clay Ferguson)‏ (23 أغسطس 1863 - 28 أغسطس 1951) عالمة نبات أمريكية مشهورة لعملها على تاريخ حياة الصنوبر في أمريكا الشمالية.